# う段
う段（うだん）とは、五十音図において、上から3番目の段（第3段）である。う、く、す、つ、ぬ、ふ、む、ゆ、る、(う)から成る。どの音にも、母音/u/が含まれる。この母音は、東京方言などでは、唇を丸めない[ɯ](IPA) = [M](X-SAMPA)となる。唇を丸めて発音する人でも、[す]と[つ]だけは丸めずに発音することもある。また、しばしば無声子音の後（く、す、つ、ふ）で無声（声帯の響きを伴わない）化する。現代でもう段の音に後続する「い」、「え」はウィ、ウェと発音されることがあり、話者によっては聞き分けている。
あ段 - い段 - う段 - え段 - お段